# Tetracanthella serrana
Tetracanthella serrana är en urinsektsart som beskrevs av Steiner 1955. Tetracanthella serrana ingår i släktet Tetracanthella och familjen Isotomidae. Inga underarter finns listade i Catalogue of Life.